# Joséphine Boualem
Joséphine Boualem (* 5. August 1993) ist eine ehemalige französische Tennisspielerin.

## Karriere
Boualem spielte vorrangig Turniere des ITF Women’s Circuit, bei denen sie drei Titel im Einzel und zwei im Doppel gewann. Ihren ersten Auftritt als Profi hatte sie im Oktober 2009 beim Turnier in Sant Cugat del Vallès, ihr erstes Match gewann sie im Mai 2010, ihr erstes Finale bestritt sie im Februar 2015 in Palmanova, wo sie gegen Yvonne Cavalle-Reimers mit 1:6 und 2:6 unterlag. Ihren ersten Titel gewann sie im September 2015 in El-Kantaoui.
Ihr bislang letztes internationales Turnier spielte Boualem im Juli 2021. Sie wird daher nicht mehr in der Weltrangliste geführt.

## Turniersiege

### Einzel
| Nr. | Datum              | Turnier     | Kategorie   | Belag     | Finalgegnerin    | Ergebnis        |
| --- | ------------------ | ----------- | ----------- | --------- | ---------------- | --------------- |
| 1.  | 13. September 2015 | El-Kantaoui | ITF $10.000 | Hartplatz | Chiraz Bechri    | 7:64, 6:0       |
| 2.  | 6. März 2016       | Tarragona   | ITF $10.000 | Sand      | Irina Maria Bara | 7:64, 6:71, 6:2 |
| 3.  | 31. Dezember 2016  | Rabat       | ITF $10.000 | Sand      | Panna Udvardy    | 2:6, 7:61, 6:4  |

### Doppel
| Nr. | Datum            | Turnier                  | Kategorie   | Belag | Partnerin             | Finalgegnerinnen                       | Ergebnis  |
| --- | ---------------- | ------------------------ | ----------- | ----- | --------------------- | -------------------------------------- | --------- |
| 1.  | 24. Oktober 2015 | Santa Margherita di Pula | ITF $10.000 | Sand  | Ariadna Marti Riembau | Diletta Alessandrelli Federica Bilardo | 7:5, 7:65 |
| 2.  | 15. Oktober 2016 | Hammamet                 | ITF $10.000 | Sand  | Marie Temin           | Inês Murta Federica Prati              | 6:2, 6:4  |